# Leuk
Leuk (fr. Loèche, gsw. Leigg) – miasto i gmina (Politische Gemeinde) w południowej Szwajcarii, w kantonie Valais, siedziba administracyjna okręgu (Bezirk) Leuk. Leży nad Rodanem. 1 stycznia 2013 do miasta przyłączono gminę Erschmatt.

## Demografia
W Leuk mieszkają 4134 osoby. W 2022 roku 15,8% populacji gminy stanowiły osoby urodzone poza Szwajcarią. 

## Transport
Przez teren miasta przebiegają autostrada A9 oraz drogi główne nr 9 i nr 211.